# Al-Mansur Nur ad-Dîn Ali ben Aybak
Pour les articles homonymes, voir Al-Mansur et Aybak.
Al-Mansur Nur ad-Dîn Ali ben Aybak est le second sultan mamelouk d'Égypte de 1257 à 1259, fils d'Aybak.

## Biographie
En 1257, après l'assassinat de son père Aybak puis de son épouse Chajar ad-Durr, Al-Mansur Ali est proclamé sultan. Il n'a alors que onze ans et Qutuz devient son tuteur.
Au mois de février de l'année précédente, le Mongol Hülegü avait pris Bagdad. Le monde musulman est menacé, mais Al-Mansur Ali n'est pas en mesure d'organiser la riposte. En novembre 1257 et avril 1258, Qutuz réussit à convaincre les mamelouks bahrites de revenir de Palestine. Il propose aux sultans ayyoubides d'Alep et de Damas An-Nâsir Yûsuf, de les aider contre l'invasion mongole mais sa demande a été refusée. Les sultans se réveillent trop tard pour répondre à la menace mongole. De nombreux Syriens fuient vers l’Égypte qui se sent menacée à son tour. Les nouvelles de ces envahisseurs provoquent en Égypte une terreur générale. 
Le 12 novembre 1259, prenant prétexte de la jeunesse d'Al-Mansur Ali, Qutuz le renverse.